# Erebia eryphyle
Erebia eryphyle är en fjärilsart som beskrevs av Hirschke 1911. Erebia eryphyle ingår i släktet Erebia och familjen praktfjärilar. Inga underarter finns listade i Catalogue of Life.